# Divlji duhan
Divlji duhan (seoski duhan, seljački duhan, tabak divlji, divlji duhan, perdusia, prdosija, žutozelenkasti duhan; lat. Nicotiana rustica), jedna od sedamdesetak vrsta u rodu duhana. Raste kao jednogodišnja raslinja do trajnica.
Domovina mu je Peru odakle se rasprostranio po Europi (uključujući Hrvatsku), Aziji, Africi i dijelovima Sjeverne Amerike.
- N. rustica
- N. rustica
- N. rustica

## Opis
Seljački ili divlji duhan je godišnja zeljasta biljka koja doseže 40 do 60, rijetko 120 cm visine. Biljke su prekrivene ljepljivom dlakom. Peteljke su duge 5 do 15 cm, listovi su dugački od 10 do 30 cm, jajoliki, duguljasti do lanceolatni, membranski i srcoliki do zaobljeni u dnu lista.
Cvast je kompaktna, labavih stapki s mnogo cvjetova, cvjetovi se nalaze na cvjetnim stabljikama od 3 do 7 mm. Čaška u obliku čaše dugačka je 7 do 12 mm, čašice su nepravilno trokutaste. Kruna je zelenkasto-žute boje, sastoji se od 5 latica koje su spojene u 1,2 do 2 cm dugu cijev promjera oko 4 mm. Na kraju cijevi, latice formiraju kratke, neupadljivo istaknute režnjeve. Prašnici su različite duljine. Kapsula sjemenki je gotovo kuglasta i ima promjer od 1 - 1.6 cm. Sjemenke su smeđe i izdužene, duge oko 1 mm.
Broj kromosoma je 2n = 48.

## Uporaba
Divlji duhan izvorno se koristio u gornjoj regiji Amazone (Peru, Ekvador, Južna Kolumbija, zapadni Brazil) u okviru tradicionalne šamanske amazonske medicine "Vegetalismo" (španjolski: liječenje biljnim duhovima) i od strane mestičkih iscjelitelja .Tamo ima status svete biljke,te je čest sastojak ajahuaske ( obredno priređen i konzumiran jak dekokt od više psihoaktivnih biljaka). U regiji Amazone koristi se kao mapakho (ručno izrađen svitak nalik cigari), a rjeđe i kao duhan za lulu.  U gornjoj regiji Amazone - kao i u zapadnoj Južnoj Americi - uobičajena je javna konzumacija ovog duhana . Nikada ga se ne koristi tek za stjecanje materijalne dobiti već isključivo u svrhu osobnog ili grupnog pročišćenja,te se uvijek koristi u prirodnom neprerađenom obliku,nikada umotan u papir i "oplemenjen" najrazličitijim kemikalijama.
Uzgoj Nicotiana rustice je u Europi poznat od Tridesetogodišnjeg rata (1618. – 1648.), te su uzgojene i brojne sorte. Danas iste imaju važnost samo u Rusiji, Turskoj, Vijetnamu, nekim istočnoeuropskim zemljama i u Južnoj Americi. Najpoznatiji europski proizvod od ovog duhana je vrlo jaka ruska cigareta - tkz. Mahorka. Posebnost je izuzetno visok sadržaj nikotina u lišću (do 9 puta/po nekima do 20/više nego kod običnog duhana), zbog čega se duhanski proizvodi od divljeg duhana ne smiju prodavati u EU. Najbolje raste na pjeskovitom tlu s određenom količinom gline. Preporučuje se ponovna sjetva na istom mjestu barem svake druge godine jer inače postoji opasnost da će kvaliteta duhana inače pasti. Listovi se čiste vrućom vodom, te se suše i usitne.Zbog izrazito visokog sadržaja nikotina može se koristiti i kao insekticid.

## Uporaba u narodnoj medicini
Svi dijelovi biljke sadrže nikotin koji je jak narkotik. Listovi su antispazmodični, katartični, emetički, imaju opojni i sedativni učinak. Oni se izvana koriste kao oblog i za ispiranje u liječenju reumatskih oteklina, kožnih bolesti i uboda škorpiona .

## Kemijski sastav
Kao i druge vrste biljaka roda Nicotiana, svi dijelovi sadrže nikotin (u suhom lišću - 5-15%, kod pravog duhana samo do 2,88%), nornikotin, nikotein i anabazin, s izuzetkom zrelih sjemenki. Biljka također sadrži i harmin, harmalin i tetrahidroharmin, zbog čega ima enteogeni učinak i koristi se u šamanističkim praksama brojnih domorodačkih naroda u Južnoj Americi  .
Suhi listovi sadrže 15-20% limunske kiseline.

## Vanjske poveznice
https://pfaf.org/user/Plant.aspx?LatinName=Nicotiana+rustica